# リッチ警官 キャッシュ!
『リッチ警官 キャッシュ!』は、黒田さくやによる日本の漫画。2019年に発売された『ミラコロコミック』1.0号と『月刊コロコロコミック』2019年7月号にて読み切り版が掲載された後、同年11月号より2023年4月号まで連載された。作者の黒田にとってはデビュー作品・初連載作品となる。なお、読み切り版（後者）は連載版の前日談となっている。『怪盗少年ジョーカーズ』とコラボした特別漫画も『月刊コロコロコミック』同年6月号にて掲載された。同誌同年9月号にて、YouTubeでアニメ化されることが発表。本作の公式チャンネルが開設し、10月1日よりオリジナルアニメ『リッチ警官キャッシュ！〜ゼロの事件簿〜』（以下：『ゼロの事件簿』）が配信されている。

## あらすじ
ドンヨークシティに配属されている警察官・キャッシュは、どんな犯人でも捕まえるドンヨークシティで一番の凄腕の警察官であるが、その方法は自身の持つ巨額の財産を駆使するというものであった。キャッシュの直属の部下となった新人警官のマルメンは、キャッシュの破天荒な行動に振り回されながらも、キャッシュと共に様々な犯罪者に立ち向かっていく。

## 登場人物
担当声優はコミックアニメ版、およびWebアニメ版より。

### ドンヨークシティ警察本部
キャッシュ
声 - 斉藤壮馬
本作の主人公。ドンヨークシティ警察本部に配属されている凄腕の警察官。ハコナ曰く、「ふざけてるのか真面目なのかよく分からない人」。「世の中は金が全て」「何でもお金の力で解決する」という信念を持っており、自身の持つ巨額な財産を駆使して、様々な事件を解決していく。決め台詞は「金の重みを知れ！」。第4話にて両親（父・バンク、母・クローネ）がいることが判明している。誕生日は1月24日。
黒田は、インタビューで「当初は「善人な泥棒」というキャラにする予定だったが、編集との打ち合わせを重ねた結果「悪人っぽい警官」という真逆の設定になった」と語っている。
マルメン
声 - 花江夏樹
ドンヨークシティ警察本部の新人警官。読切版でキャッシュの直属の部下となった。真面目な性格で、キャッシュの破天荒な行動に振り回されることになる。
『ゼロの事件簿』にはストーリー第5話で警察学校の訓練生として初登場。
ポンド
声 - 若林佑
キャッシュ・マルメン・ハコナの直属の上司。厳しい性格で金遣いの荒いキャッシュには手を焼いているが、キャッシュが与える金に弱いという一面もある。
フラン
ドンヨーク警察女性支部の警官。力がすごく強いので、専用のハンマーで犯人を捕まえる。その勇ましく可憐な姿から「戦姫フラン」と呼ばれている。
レギル
ポンドの上司で次期警視長候補ともいわれるエリート警視。ルールに厳しく真面目な性格。
ヤマト
潜入捜査官。キャッシュの親友で、フラン共々警察学校時代の同期。
『ゼロの事件簿』にはストーリー4話で登場。新人時代のキャッシュとフランと共にメイソン達の悪事の証拠を見つけた。
ハコナ
声 - 田中美海
『ゼロの事件簿』で登場したアニメオリジナルキャラクターで、キャッシュの後輩。甘いものに目がない。ツッコミ役。マルメンとは馴染みがある。8年前にキャッシュとその父・バンクに会っていた。家族構成は父のマイル、母のハコ、姉のハコネの4人家族。父親の方は現在も行方不明となっている。姉はオレオレ詐欺の事件の際に存在が判明していた。誕生日は8月5日。
8年前にハイドが起こした爆破事件を期に、ハイドを探す為に行方不明となったマイルより先にハイドを捕まえる為警察官になった。
ストーリー最終章で一人前の警察官としてロストン警察署への転属が決定。原作コミックにもロストンの警官として登場した。
ハック
『ゼロの事件簿』で登場したアニメオリジナルキャラクターで、本名は「ハックシュタイン」。フリーの天才発明家。警察とは協力関係にあるが、研究のためなら周りがどうなろうと気にしないマッドサイエンティスト。IQを高める実験をしたが、キャッシュによって阻止される。普段つけている眼鏡を外すと、性格が気弱になる。皆からは「可愛い」や「女みたい」と言われるのが嫌なため、素顔を眼鏡で隠している。事件解決後は、ドンヨーク市警の研究所で働くことになった。
ストーリー最終章以降はハコナ同様にロストンへ移動となったらしく、原作コミックの最終回にてハコナやめでぃと共にキャッシュの勝利を喜ぶ姿が描かれている。

### その他
Mr.ボマー
声 - 土田玲央
第1話で登場した爆弾魔で、過去に起こった発電所爆破事件の犯人。自らが起こす爆発を「芸術的」と捉えている。3日かけて製作した爆弾をドンヨークタワーに仕掛けキャッシュに挑戦したが、キャッシュの金の力によって失敗し逮捕された。
バルバロッサ
第2話で登場した海賊。金持ちになる為に部下と共に豪華客船を襲うが、キャッシュの用意した偽物の船に乗り込んでいたため失敗。更に泳いで逃げるもののキャッシュの別荘から連れて来たサメに追われる羽目になった。衣装はネットショッピングで購入したもので、全て揃えるのに10万円かかったらしい。
バカラ
第2話のラストから登場した情報屋。第3話では謎の人物にキャッシュの情報を入手するよう依頼していたが、覆面集団が起こした事件を機にキャッシュの人柄を認め、依頼を拒否。以降、キャッシュの盟友となった。
バンク
キャッシュの父。キャッシュの実家の豪邸に住んでいる。一見厳しそうな人に見えるが、かなりの親バカである。
クローネ
キャッシュの母。おっとりしている。
じいや
キャッシュに仕えている執事。
クレジット
キャッシュの弟で仲の良い兄弟だったが8年前に自分の情報をすべて抹消し行方をくらました。悪の組織アングラのボス。
ロム
アングラ三幹部の一人。ハッキング技術に長けており、通称・謀略のロム。
AZ(エゼット)
アングラ三幹部の一人。通称・暴怒のエゼット。大柄で怪力だが猫好きな一面もある。
ドルチェ
アングラ三幹部の一人で紅一点。通称・妖美のドルチェ。脳を刺激する特殊な声質を持っており、人々を催眠状態にすることができる。
カルマ
世界中の殺し屋を雇い、キャッシュの命を狙う謎の男。
ドル・ディナーク
ドンヨークの新市長。強面だが市民想いの優しい性格。
ウォン
カルマの影武者として行動していた少年。カルマ事件が終わった後もキャッシュを陥れようと暗躍する。
ピアストゥル
スラム街の人々から慕われている義賊。金持ちを憎み、キャッシュを敵視する。

### ストーリー限定で登場したキャラクター
第1話
カネマロ
カネマロパークを作った世界的な大富豪。しかしその正体は爆弾魔で、先着100名で貰える全アトラクションを無料で遊べる腕時計型パスポートという名の時限爆弾を仕掛けた。時限爆弾は3時間経つか、脈拍が0になったり、テーマパークの外に出たり、カネマロが持つアプリのスイッチを押せば一斉に爆発する仕組みとなっている。爆発を防ぐには100個あるパスポートのうち、他の99個が爆発し、残り1つは爆発せずに生き残る。動機は今まで大富豪としてあらゆる娯楽や快楽を味わってきたが、飽きてしまった事。ハイドに出会った直後に今回の計画に踏み切ったとの事。しかし、キャッシュの作戦により、基地局の許容回線数を超える通信が行われ、回線がパンクした事でスマホによる起爆装置が効かなくなった。その後はハイドに自分も連れていくように言うが見捨てられてしまい、キャッシュ達に拘束されて逮捕された。
ハイド
カネマロにデスゲームを提案した人物で、キャッシュの存在を知っていた。作戦失敗後はカネマロを見捨てて逃げ出した。
8年前、記憶喪失を装ってハコナ達の住む町に入り、「チルトナイト」と呼ばれるレアメタルを盗む為に炭鉱爆破事件を引き起こした。
第2話
マイル
ハコナの父。炭鉱で働いている。8年前にハイドが起こした炭鉱での爆破事件がきっかけで人間不信に陥り、町に家族を残してハイドを探す為に故郷を去った。
第3話でハイド一味の足取りを追っていて、ドンヨークシティまで捜査に来たところをハコナと再会した。デストロイヤーを生け捕りにするためには警察が邪魔なため、傍にいたキャッシュに脳震盪をした。
ハコ
ハコナの母。パン作りが得意。8年前の炭鉱爆破事件に巻き込まれてしまい、一命は取り留めたものの右半身不随となってしまった。
ハコネ
ハコナの姉。8年前の炭鉱爆破事件以降、町に残りハコの世話をしている。
第3話
デストロイヤー
街の豪華な建築物や貴重な建造物を次々と破壊する国際指名手配犯。デストロイヤーに目をつけられた街は焦土になってしまう事からそう呼ばれている。ハイドの一味であり、右腕でもある。ドンヨークシティのタワーや国宝を多数展示している宝物館といった建物を対象に、連続爆破事件を起こした。金持ちという存在が憎く感じており、同じ境遇を持つハイドと行動を共にしている。デパートの屋上と金持ちセレブが多く集まるパーティー会場に時限爆弾を設置したが、キャッシュとハコナの連携により、時限爆弾の解体に成功した。その後キャッシュがデストロイヤーの位置を特定し、逮捕された。
その後は第5話にてターミナルセンターの爆破に成功している。
第4話
メイソン、ブルーダー、ミア
キャッシュ達の先輩警官で、キャッシュが警察になり始めた数年前に登場。メイソンは青髪の男性で、ブルーダーは黒髪の男性、ミアは橙髪の女性。キャッシュ達の警察の実践演習を担当した。三人共、警察としての正義感は強い。しかし、それぞれの過去に金持ちという存在が憎いという感情をハイドにそそのかされて洗脳されてしまう。元囚人を使って事件を起こさせた黒幕に情報を送っていた。元財務大臣のタックスの別荘（実際はキャッシュが用意した偽物）に着いた際に本性を現した。キャッシュ達を妨害するが、失敗に終わった。ハイドへの忠誠心は高く、逮捕された後も口を割らなかった。その後は拘置所へ移送中に何者かによって暗殺された。
最終章
めでぃ
マネロン新聞社の新人記者。アングラ事件を追っている最中にハコナと出会い、互いの素性を隠したまま友人となる。ハコナ同様スイーツ好きで座右の銘は「ノースイーツノーライフ」。18才。
クワンザ
旧アングラの創設者であり初代ボス。生来のサイコパスともいえる冷酷な性格。
アームズ
クワンザの部下。古今東西の様々な武器を収集し、それらを扱うことに長けている。

### 他チャンネルとのコラボ
でんぢゃらすじーさん
じーさん
2021年11月16日のコラボ回で初登場。初コラボ回では孫にベイブレードをねだっていた他、キャッシュと真剣勝負（と言ってもほぼ無意味に近い）を繰り広げていた。山手線ゲームの際は意図せずに勝利した。
孫
2021年11月16日のコラボ回で初登場。じーさんの孫。ハコナ同様、ツッコミ役に回っている。
校長
2021年11月16日のコラボ回で初登場。じーさんのライバル。初コラボ回ではおもちゃ泥棒としてじーさん達の前に立ちはだかった。ハコナからは見た目で先生とは分からず、孫から真実を聞かされた際はかなり驚かれていた。山手線ゲームで敗北。その後はキャッシュの「空気に触れると一瞬で膨張するスライム」に張り付いてしまい、脇役亭モブ吉共々逮捕された。
ゲベ
2021年11月16日のコラボ回で初登場。じーさんのペット。初コラボ回では山手線ゲームや大喜利の際の審判やお題を務めた。キャッシュとおもちゃ泥棒の大喜利の際は、事前にキャッシュに買収されたため、キャッシュの勝利にした。
脇役亭モブ吉
2021年11月16日のコラボ回で登場。校長と共におもちゃ泥棒を行っていたおもちゃ泥棒のリーダー。レアなおもちゃを手に入れるためなら手段は選ばないが、根は真面目で、今回の勝負のために落語家に弟子入りしたほど。しかし大喜利の実力は無いに等しいので、ゲベがキャッシュに買収されていた事もあり敗北。その後は自棄になりキャッシュに襲い掛かったが、キャッシュの「空気に触れると一瞬で膨張するスライム」に張り付いてしまい、校長共々逮捕された。もう一人の部下がいたが、何故か姿が見当たらず、逮捕された際にも映っていなかった。
2022年のコラボ回で再登場。既に罪を償っており、リアル人生すごろくに賞金目当てで参加。
女子力高めな獅子原くん
獅子原颯太
2021年11月25日のコラボ回で初登場。お菓子作りが得意で、女子力が高い男子高校生。水戸百合香とは幼馴染。しかし中学時代ではヤンキーの抗争区域をたった一人で一掃した伝説の元ヤンで、通称「小さき百獣の王」。日本で手作りしたお菓子をネットに上げており、ハコナからも名を知られていた。本編では水戸百合香と共にお菓子作りを無料で体験できる店に行った。そこでは持ち前の女子力を発揮し、プロ並みのお菓子を作っていた。ヘンゼルとグレーテルの言動に怒りを露わにしており、ボディガード全員を倒す活躍を見せた。解決後はキャッシュにケーキ屋を開かないと相談に持ち込まれたが、ハコナが断っていた。
水戸百合香
2021年11月25日のコラボ回で初登場。本編では獅子原颯太と共にお菓子作りを無料で体験できる店に行った。
ヘンゼルとグレーテル
2021年11月25日のコラボ回で登場。ドンヨークシティのケーキ屋で働いており、将来有望な凄腕の双子パティシエで世界的に有名になっている。本心はスイーツをただの金儲けの商品としか思っておらず、世界中のSNSを漁り、獅子原颯太含めた、おしゃれなケーキをパクッていた。味も違法な人工甘味料を使っていたので、スイーツ好きのハコナにはすぐに気づかれた。元々は優秀なパティシエだったが、高評価に慢心して、勉強や努力をサボった結果、若手に地位を脅かされている状況にあった。日本にやってお菓子作りの無料体験をした目的は優秀な人にケーキを作らせ、さらにパクリ元を増やす予定だった。獅子原颯太をスカウトしようとした時に駆け付けたキャッシュに指摘された事で本性を現した。ボディガードも雇っていたが、獅子原颯太の力によって全員倒された。ボディガードを倒された後はキャッシュの手によって世界中のテレビやラジオ、街頭モニターなどで同時中継配信している事を知らずに本性を現してしまった事で、ブランドも地に落ちてしまった。その後はキャッシュ達に拘束されて逮捕された。

## 書誌情報
- 黒田さくや『リッチ警官 キャッシュ!』小学館〈てんとう虫コミックス〉、全9巻
  1. 2020年1月17日発売[9][10]、ISBN 978-4-09-143140-0
特別読み切り『カミゲキ！』を併録
  2. 2020年7月28日発売[11]、ISBN 978-4-09-143210-0
  3. 2021年1月28日発売[12]、ISBN 978-4-09-143259-9
  4. 2021年5月28日発売[13]、ISBN 978-4-09-143289-6
  5. 2021年11月26日発売[14]、ISBN 978-4-09-143349-7
  6. 2022年3月28日発売[15]、ISBN 978-4-09-143388-6
  7. 2022年7月28日発売[16]、ISBN 978-4-09-143532-3
  8. 2022年12月27日発売[17]、ISBN 978-4-09-143566-8
  9. 2023年5月26日発売[18]、ISBN 978-4-09-143607-8

## コミックアニメ
単行本第1巻の発売に併せて2020年1月10日にYouTubeの「コロコロチャンネル」にて第1話をアニメ化した動画が公開された。

## Webアニメ
『リッチ警官キャッシュ!〜ゼロの事件簿〜』は、2021年10月1日からYouTubeにて1話あたり8分程度のショートアニメの配信を開始。第1話を10月1日の金曜日に配信した後、第2話以降を毎週月曜と木曜の17時に配信している。キャッシュの相棒としてマルメンではなく、YouTubeアニメオリジナルのキャラクターである後輩のハコナが登場する。原作よりも前の時間軸の内容となっている。中には『女子力高めな獅子原くん』（原作：相舞みー）など他のアニメチャンネルとのコラボする話もある。